# 今井真由美
今井真由美（日语：今井 真由美，1978年11月30日—），出身於神奈川縣のAV女優。出生日期未公開，但AV出道時為37歲。根據Twitter顯示生日應為11月30日。

## 個人簡歷
2016年1月以SODクリエイト的企劃「本物人妻」的專屬女優在AV界出道。出道時為37歲，已經結婚12年且有2個孩子。
同年6月到10月是Madonna的專屬女優。

## 外部連結
- 今井真由美的X（前Twitter）（2016年12月9日 - ）※不公開